# Bogdan Szweda
Bogdan Szweda (ur. 31 maja 1967 w Chorzowie, zm. 8 października 2019 w Niemczech) – polski muzyk bluesowy, gitarzysta, wokalista, kompozytor, aranżer i autor tekstów. 
Używał zarówno gitary elektrycznej jak również akustycznej, a w szczególności technik: slide oraz fingerpicking.

## Życiorys
W 1994 założył w Niemczech wraz z gitarzystą Arkadiuszem Błeszyńskim formację Schau Pau Acoustic Blues. Po serii koncertów zespół został zakwalifikowany do występu na Rawa Blues Festival. Zespół, we współpracy z Janem Błędowskim z grupy Krzak, wydał płytę In the Mood. W 1999 powstał drugi album zespołu: Whiskey & Wimmen.
W 2008 powstał album Midnight Walk, zrealizowany wspólnie z zespołem Easy Rider. Kompozycja La Femme Défendue znalazła się w Antologii Bluesa w Polsce wydanej przez Polskie Stowarzyszenie Bluesowe.
Bogdan Szweda miał na swym koncie koncerty w Polsce, w Europie Zachodniej (m.in.: we Francji, Holandii, Hiszpanii i Niemczech), a także w Goa w Indiach, Kambodży i Bangkoku.